# Tây bồi
Pour les articles homonymes, voir Bồi.
Le tây bồi, parfois surnommé  français vietnamien, est un pidgin issu du français aujourd'hui éteint et autrefois parlé en Indochine française.
Souvent considéré comme un français cassé, ce dialecte[pas clair] tire ses origines de la colonisation française de l'Indochine dès 1884. Outre par le français, la langue a aussi été influencée de façon plus mineure par le vietnamien, l'anglais, le javanais et le portugais. Le tây bồi fut principalement utilisé comme langue véhiculaire entre Français et Indochinois jusqu'en 1954. Aujourd'hui, seul le français standard est encore enseigné dans les écoles de l'ancienne colonie.

## Le tây bồi: structure linguistique et contexte sociohistorique[1]

### Origines et contexte d'émergence
Le tây bồi (du vietnamien "tây" [occidental] et "bồi" [serviteur]) est un pidgin né dans le cadre de la colonisation française de l’Indochine (1887-1954). Comme d’autres pidgins coloniaux, il s’est développé pour faciliter les échanges entre les colons francophones et les populations locales vietnamiennes, cambodgiennes et laotiennes, en particulier dans les milieux militaires, administratifs et domestiques. Son apparition reflète un phénomène linguistique courant dans les situations de contact inégalitaire, où la simplification grammaticale et phonétique répond à des impératifs de communication immédiate.

### Caractéristiques linguistiques
1. Phonologie :
  - Réduction des consonnes finales ("moa" pour "moi", "tou" pour "tout"), influencée par la phonotactique vietnamienne qui évite les syllabes fermées.
  - Neutralisation des voyelles nasales ("an" prononcé [a]).
2. Morphosyntaxe :
  - Absence de conjugaison verbale (utilisation de particules comme "avoir" pour marquer le temps : "moa avoir manger" = "j’ai mangé").
  - Ordre des mots calqué sur le vietnamien (SVO, mais avec des variations pragmatiques).
3. Lexique :
  - Base lexicale principalement française, mais avec des emprunts au vietnamien ("đi" [aller]), au portugais ("féno" [feno, foin], hérité des premiers contacts européens), et à l’anglais ("lo" pour "lorry").

### Statut et déclin
Considéré comme un "variété simplifiée" par les autorités coloniales, le tây bồi n’a jamais bénéficié de reconnaissance institutionnelle. Son usage décline après 1954 avec la fin de la domination française, remplacé par le français standard (enseigné dans les écoles) et le vietnamien. Quelques traces subsistent dans des expressions populaires vietnamiennes, comme "bồi bếp" (cuisinier, du français "boucher" déformé).

### Comparaisons typologiques
Le tây bồi partage des traits avec d’autres pidgins coloniaux francophones, tels que le petit-nègre d’Afrique de l’Ouest (simplification morphologique, absence de genre), mais s’en distingue par son substrat vietnamien et son faible degré de créolisation.

### Héritage culturel et documentation
Bien que le tây bồi ait disparu en tant que langue vivante, il reste un objet d’étude pour les linguistes et un marqueur historique de la période coloniale. Certains chercheurs et passionnés documentent aujourd’hui ses particularités à travers des analyses lexicales ou des reconstitutions contextuelles. Des initiatives en ligne, comme des blogs spécialisés dans les variétés du français, contribuent occasionnellement à en préserver la mémoire en recensant des expressions ou des témoignages archivés.

## Sources académiques spécifiques autây bồi
1. Ouvrages spécialisés :
  - Reinecke, J. E. (1937). Marginal Languages: A Survey of the Creole Languages and Trade Jargons (Yale University). → Contient une section sur les pidgins asiatiques, dont le tây bồi.
  - Holm, J. (1988). Pidgins and Creoles (Cambridge University Press). → Compare le tây bồi à d’autres pidgins coloniaux.
2. Articles scientifiques :
  - Nguyễn Đình-Hòa (1997). "Tiếng Pháp tại Việt Nam" (Journal of Vietnamese Social Sciences). → Analyse les influences françaises au Vietnam, dont le tây bồi.
  - Bickerton, D. (1984). "The Language Bioprogram Hypothesis" (Behavioral and Brain Sciences). → Évoque brièvement le tây bồi comme exemple de pidgin éteint.
3. Archives coloniales :
  - Archives nationales d’outre-mer (ANOM) à Aix-en-Provence. → Contiennent des rapports administratifs mentionnant l’usage du tây bồi (ex. : fonds "Indochine").
4. Témoignages historiques :
  - Graham, A. (1912). "Notes on a Journey Through French Indochina" (National Geographic). → Décrit des interactions en tây bồi entre colons et locaux.